# Génicourt-sous-Condé
Pour les articles homonymes, voir Génicourt (homonymie).
Génicourt-sous-Condé est une commune associée du département de la Meuse, en région Grand Est.

## Histoire
Dépendait du Barrois mouvant avant 1790. Le 1er juillet 1972, Génicourt-sous-Condé est rattaché sous le régime de la fusion-association à Condé-en-Barrois qui est alors renommé Les Hauts-de-Chée.

## Politique et administration
| Période                                  | Période | Identité           | Étiquette | Qualité |
| ---------------------------------------- | ------- | ------------------ | --------- | ------- |
|                                          |         | Nathalie Philippot |           |         |
| Les données manquantes sont à compléter. |         |                    |           |         |

## Démographie
| 1906 | 1926 | 1936 | 1946 | 1954 | 1962 | 1968 |
| ---- | ---- | ---- | ---- | ---- | ---- | ---- |
| 65   | 46   | 47   | 42   | 47   | 38   | 36   |